# Goleniów
Goleniów (cașubiană Gòłonóg; germană Gollnow) este un oraș în Polonia.